# Centre d'information civique
Le Centre d'Information Civique est une association loi de 1901 qui avait pour mission en France de 1960 à 1999 de promouvoir le civisme, notamment l'exercice du vote. 
Il mène des actions contre l’abstention,
En 1988, il décide de créer un conseil national de la communication pour informer sur les grands problèmes d'intérêt général.
Sa disparition, à la suite de l'arrêt de subventions par l'État, a fait l'objet d'une question au gouvernement en 2000, au Sénat, à laquelle a répondu Jean-Pierre Chevènement, ministre de l'intérieur. Celui-ci a indiqué que cet arrêt résulte d'un contrôle exercé par la Cour des comptes et des observations exprimées par le contrôleur financier auprès des services du Premier ministre. Les critiques émises dans ce contrôle portaient, an particulier, sur la situation préoccupante des finances du centre d'information civique, et recommandaient  de procéder à un réexamen des relations juridiques et financières. Des évolutions de statut ont été alors suggérées au centre d'information civique pour permettre à de nouveaux partenaires, notamment associatifs, de relayer ses actions
En définitive, la mission du CIC a été confiée par la suite à un réseau associatif, le CIDEM, qui comprenait en 2004 onze associations : Animafac, ATD-Quart Monde, le Comité français pour l'UNICEF, la Confédération des MJC de France, la Fédération des centres sociaux et socioculturels de France, France nature environnement, la Ligue des droits de l'homme, la Ligue de l'enseignement, le Mouvement rural de jeunesse chrétienne, le MRAP, les Scouts de France.

## Personnalités
- Jean-Christian Barbé, fondateur de cette association et qui en fut président jusqu'en juillet 2000. Il est mort en 2003 à 83 ans[7].
- Bernard Lorjou (1908-1986) est l'auteur du Trophée du civisme, statue de bronze réalisée pour le Centre d'information civique en 1978.